# 24 Hours of Daytona 2022
24 Hours of Daytona 2022 – 60. edycja 24-godzinnego wyścigu samochodowego na torze Daytona International Speedway w miejscowości Daytona Beach na Florydzie, która odbyła się w dniach 29-30 stycznia 2022 roku. Wyścig rozegrał się w ramach sezonu 2022 serii IMSA SportsCar Championship.

Mapa toru Daytona International Speedway w wersji road course

## Roar Before the 24

### Kwalifikacje
Sesja ustalająca kolejność na starcie do wyścigu kwalifikacyjnego odbyła się 22 stycznia.
Pole position w każdej z klas jest oznaczone pogrubieniem.
| Poz.   | Klasa   | Zespół                                     | Samochód                     | Czas     | Poz. s. |
| ------ | ------- | ------------------------------------------ | ---------------------------- | -------- | ------- |
| 1      | DPi     | #5 JDC Miller MotorSports                  | Cadillac DPi                 | 1:34.034 | 1       |
| 2      | DPi     | #10 Konica Minolta Acura ARX-05            | Acura DPi                    | 1:34.156 | 7       |
| 3      | DPi     | #02 Cadillac Racing                        | Cadillac DPi                 | 1:34.259 | 2       |
| 4      | DPi     | #31 Whelen Engineering Racing              | Cadillac DPi                 | 1:34.440 | 3       |
| 5      | DPi     | #48 Ally Cadillac                          | Cadillac DPi                 | 1:34.941 | 4       |
| 6      | DPi     | #60 Meyer Shank Racing with Curb-Agajanian | Acura DPi                    | 1:35.407 | 5       |
| 7      | LMP2    | #52 PR1/Mathiasen Motorsports              | ORECA LMP2 07                | 1:37.296 | 8       |
| 8      | LMP2    | #11 PR1/Mathiasen Motorsports              | ORECA LMP2 07                | 1:37.933 | 9       |
| 9      | LMP2    | #20 High Class Racing                      | ORECA LMP2 07                | 1:38.175 | 10      |
| 10     | DPi     | #01 Cadillac Racing                        | Cadillac DPi                 | 1:38.593 | 6       |
| 11     | LMP2    | #68 G-Drive Racing By APR                  | ORECA LMP2 07                | 1:38.876 | 11      |
| 12     | LMP2    | #69 G-Drive Racing By APR                  | ORECA LMP2 07                | 1:38.929 | 12      |
| 13     | LMP2    | #81 DragonSpeed USA                        | ORECA LMP2 07                | 1:38.987 | 13      |
| 14     | LMP2    | #29 Racing Team Nederland                  | ORECA LMP2 07                | 1:40.044 | 14      |
| 15     | LMP2    | #8 Tower Motorsport                        | ORECA LMP2 07                | 1:40.091 | 15      |
| 16     | LMP2    | #18 Era Motorsport                         | ORECA LMP2 07                | 1:40.668 | 16      |
| 17     | LMP3    | #26 Mühlner Motorsports America            | Duqueine D08                 | 1:42.182 | 18      |
| 18     | LMP3    | #38 Performance Tech Motorsports           | Ligier JS P320               | 1:42.468 | 19      |
| 19     | LMP3    | #36 Andretti Autosport                     | Ligier JS P320               | 1:43.783 | 20      |
| 20     | LMP3    | #6 Mühlner Motorsports America             | Duqueine D08                 | 1:43.799 | 21      |
| 21     | LMP3    | #54 CORE Autosport                         | Ligier JS P320               | 1:44.783 | 22      |
| 22     | LMP3    | #33 Sean Creech Motorsport                 | Ligier JS P320               | 1:46.053 | 23      |
| 23     | LMP2    | #22 United Autosports                      | ORECA LMP2 07                | 1:46.112 | 17      |
| 24     | GTD Pro | #2 KCMG                                    | Porsche 911 GT3 R            | 1:46.136 | 27      |
| 25     | GTD Pro | #9 Pfaff Motorsports                       | Porsche 911 GT3 R            | 1:46.199 | 28      |
| 26     | GTD     | #75 SunEnergy1                             | Mercedes-AMG GT3 Evo         | 1:46.313 | 29      |
| 27     | GTD     | #57 Winward Racing                         | Mercedes-AMG GT3 Evo         | 1:46.464 | 30      |
| 28     | LMP3    | #13 AWA                                    | Duqueine D08                 | 1:46.545 | 24      |
| 29     | GTD Pro | #63 TR3 Racing                             | Lamborghini Huracán GT3 Evo  | 1:46.577 | 31      |
| 30     | GTD Pro | #23 Heart of Racing Team                   | Aston Martin Vantage AMR GT3 | 1:46.683 | 32      |
| 31     | GTD     | #59 Crucial Motorsports                    | McLaren 720S GT3             | 1:46.800 | 33      |
| 32     | GTD Pro | #62 Risi Competizione                      | Ferrari 488 GT3 Evo 2020     | 1:46.805 | 34      |
| 33     | GTD Pro | #14 VasserSullivan                         | Lexus RC F GT3               | 1:46.833 | 35      |
| 34     | GTD Pro | #97 WeatherTech Racing                     | Mercedes-AMG GT3 Evo         | 1:47.017 | 36      |
| 35     | GTD     | #28 Alegra Motorsports                     | Mercedes-AMG GT3 Evo         | 1:47.075 | 37      |
| 36     | GTD Pro | #24 BMW M Team RLL                         | BMW M4 GT3                   | 1:47.198 | 38      |
| 37     | LMP3    | #7 Forty7 Motorsports                      | Duqueine D08                 | 1:47.220 | 25      |
| 38     | GTD Pro | #79 WeatherTech Racing                     | Porsche 911 GT3 R            | 1:47.226 | 39      |
| 39     | GTD     | #47 Cetilar Racing                         | Ferrari 488 GT3 Evo 2020     | 1:47.271 | 40      |
| 40     | GTD     | #12 VasserSullivan                         | Lexus RC F GT3               | 1:47.625 | 41      |
| 41     | GTD Pro | #4 Corvette Racing                         | Chevrolet Corvette C8.R GTD  | 1:47.661 | 42      |
| 42     | GTD Pro | #3 Corvette Racing                         | Chevrolet Corvette C8.R GTD  | 1:47.894 | 43      |
| 43     | GTD     | #70 Inception Racing                       | McLaren 720S GT3             | 1:47.930 | 44      |
| 44     | GTD     | #44 Magnus Racing                          | Aston Martin Vantage AMR GT3 | 1:48.014 | 45      |
| 45     | GTD Pro | #25 BMW M Team RLL                         | BMW M4 GT3                   | 1:48.082 | 46      |
| 46     | GTD     | #21 AF Corse                               | Ferrari 488 GT3 Evo 2020     | 1:48.125 | 47      |
| 47     | GTD     | #71 T3 Motorsport North America            | Lamborghini Huracán GT3 Evo  | 1:48.586 | 48      |
| 48     | GTD     | #16 Wright Motorsports                     | Porsche 911 GT3 R            | 1:49.747 | 49      |
| 49     | GTD     | #42 NTE Sport                              | Lamborghini Huracán GT3 Evo  | 1:51.790 | 61      |
| 50     | GTD     | #39 CarBahn with Peregrine Racing          | Lamborghini Huracán GT3 Evo  | 1:54.042 | 50      |
| 51     | GTD     | #32 Gilbert Korthoff Motorsports           | Mercedes-AMG GT3 Evo         | 1:54.796 | 51      |
| 52     | GTD     | #98 Northwest AMR                          | Aston Martin Vantage AMR GT3 | 1:54.870 | 52      |
| 53     | GTD     | #96 Turner Motorsport                      | BMW M4 GT3                   | 1:55.147 | 53      |
| 54     | GTD     | #19 TR3 Racing                             | Lamborghini Huracán GT3 Evo  | 1:58.809 | 54      |
| 55     | LMP3    | #74 Riley Motorsports                      | Ligier JS P320               | –        | 26      |
| 56     | GTD     | #27 Heart of Racing Team                   | Aston Martin Vantage AMR GT3 | –        | 55      |
| 57     | GTD     | #99 Team Hardpoint                         | Porsche 911 GT3 R            | –        | 56      |
| 58     | GTD Pro | #15 Proton USA                             | Mercedes-AMG GT3 Evo         | –        | 57      |
| 59     | GTD     | #66 Gradient Racing                        | Acura NSX GT3 Evo 22         | –        | 58      |
| 60     | GTD     | #34 GMG Racing                             | Porsche 911 GT3 R            | –        | 59      |
| 61     | GTD     | #64 Team TGM                               | Porsche 911 GT3 R            | –        | 60      |
| Źródła |         |                                            |                              |          |         |

### Wyścig kwalifikacyjny
Wyścig kwalifikacyjny odbył się 23 stycznia i ustalił kolejność na starcie do wyścigu.
Zwycięzcy w każdej z klas są oznaczeni pogrubieniem.
| Poz.   | Klasa   | Zespół                                     | Kierowcy                                | Samochód                     | Silnik                            | Okr.             | Czas             |
| ------ | ------- | ------------------------------------------ | --------------------------------------- | ---------------------------- | --------------------------------- | ---------------- | ---------------- |
| 1      | DPi     | #10 Konica Minolta Acura ARX-05            | Filipe Albuquerque Ricky Taylor         | Acura DPi                    | Acura AR35TT 3.5 L Turbo V6       | 61               | 1:40:45.641      |
| 2      | DPi     | #5 JDC-Mustang Sampling Racing             | Tristan Vautier Richard Westbrook       | Cadillac DPi                 | Cadillac 5.5 L V8                 | 61               | +7.900           |
| 3      | DPi     | #48 Ally Cadillac                          | Jimmie Johnson Kamui Kobayashi          | Cadillac DPi                 | Cadillac 5.5 L V8                 | 61               | +9.569           |
| 4      | DPi     | #60 Meyer Shank Racing with Curb-Agajanian | Oliver Jarvis Tom Blomqvist             | Acura DPi                    | Acura AR35TT 3.5 L Turbo V6       | 61               | +15.643          |
| 5      | DPi     | #01 Cadillac Racing                        | Renger van der Zande Sébastien Bourdais | Cadillac DPi                 | Cadillac 5.5 L V8                 | 61               | +22.680          |
| 6      | DPi     | #02 Cadillac Racing                        | Earl Bamber Alex Lynn                   | Cadillac DPi                 | Cadillac 5.5 L V8                 | 61               | +25.550          |
| 7      | DPi     | #31 Whelen Engineering Racing              | Pipo Derani Tristan Nunez               | Cadillac DPi                 | Cadillac 5.5 L V8                 | 61               | +56.737          |
| 8      | LMP2    | #52 PR1/Mathiasen Motorsports              | Mikkel Jensen Ben Keating               | ORECA LMP2 07                | Gibson GK428 4.2 L V8             | 60               | +1 okrążenie     |
| 9      | LMP2    | #11 PR1/Mathiasen Motorsports              | Steven Thomas Jonathan Bomarito         | ORECA LMP2 07                | Gibson GK428 4.2 L V8             | 60               | +1 okrążenie     |
| 10     | LMP2    | #68 G-Drive Racing by APR                  | François Heriau René Rast               | ORECA LMP2 07                | Gibson GK428 4.2 L V8             | 60               | +1 okrążenie     |
| 11     | LMP2    | #20 High Class Racing                      | Dennis Andersen Fabio Scherer           | ORECA LMP2 07                | Gibson GK428 4.2 L V8             | 60               | +1 okrążenie     |
| 12     | LMP2    | #81 DragonSpeed USA                        | Eric Lux Devlin DeFrancesco             | ORECA LMP2 07                | Gibson GK428 4.2 L V8             | 60               | +1 okrążenie     |
| 13     | LMP2    | #29 Racing Team Nederland                  | Frits van Eerd Dylan Murry              | ORECA LMP2 07                | Gibson GK428 4.2 L V8             | 60               | +1 okrążenie     |
| 14     | LMP2    | #69 G-Drive Racing by APR                  | John Falb James Allen                   | ORECA LMP2 07                | Gibson GK428 4.2 L V8             | 59               | +2 okrążenia     |
| 15     | LMP2    | #8 Tower Motorsport                        | John Farano Louis Delétraz              | ORECA LMP2 07                | Gibson GK428 4.2 L V8             | 59               | +2 okrążenia     |
| 16     | LMP2    | #22 United Autosports                      | James McGuire Will Owen                 | ORECA LMP2 07                | Gibson GK428 4.2 L V8             | 59               | +2 okrążenia     |
| 17     | LMP3    | #36 Andretti Autosport                     | Jarett Andretti Josh Burdon             | Ligier JS P320               | Nissan VK56 5.6L V8               | 57               | +4 okrążenia     |
| 18     | LMP3    | #6 Mühlner Motorsports America             | Moritz Kranz Ayrton Ori                 | Duqueine D08                 | Nissan VK56 5.6L V8               | 56               | +5 okrążeń       |
| 19     | LMP3    | #13 AWA                                    | Orey Fidani Kuno Wittmer                | Duqueine D08                 | Nissan VK56 5.6L V8               | 56               | +5 okrążeń       |
| 20     | GTD Pro | #63 TR3 Racing                             | Andrea Caldarelli Mirko Bortolotti      | Lamborghini Huracán GT3 Evo  | Lamborghini 5.2 L V10             | 56               | +5 okrążeń       |
| 21     | GTD Pro | #9 Pfaff Motorsports                       | Mathieu Jaminet Felipe Nasr             | Porsche 911 GT3 R            | Porsche MA1.76/MDG.G 4.0 L Flat-6 | 56               | +5 okrążeń       |
| 22     | GTD     | #57 Winward Racing                         | Russell Ward Lucas Auer                 | Mercedes-AMG GT3 Evo         | Mercedes-AMG M159 6.2 L V8        | 56               | +5 okrążeń       |
| 23     | GTD     | #59 Crucial Motorsports                    | Jon Miller Paul Holton                  | McLaren 720S GT3             | McLaren M840T 4.0L Turbo V8       | 56               | +5 okrążeń       |
| 24     | GTD Pro | #15 Proton USA                             | Dirk Müller Austin Cindric              | Mercedes-AMG GT3 Evo         | Mercedes-AMG M159 6.2 L V8        | 56               | +5 okrążeń       |
| 25     | GTD Pro | #23 Heart of Racing Team                   | Ross Gunn Alex Riberas                  | Aston Martin Vantage AMR GT3 | Aston Martin 4.0 L Turbo V8       | 55               | +6 okrążeń       |
| 26     | GTD Pro | #14 VasserSullivan                         | Ben Barnicoat Kyle Kirkwood             | Lexus RC F GT3               | Toyota 2UR 5.0 L V8               | 55               | +6 okrążeń       |
| 27     | GTD     | #12 VasserSullivan                         | Frankie Montecalvo Townsend Bell        | Lexus RC F GT3               | Toyota 2UR 5.0 L V8               | 55               | +6 okrążeń       |
| 28     | GTD     | #75 SunEnergy1                             | Kenny Habul Raffaele Marciello          | Mercedes-AMG GT3 Evo         | Mercedes-AMG M159 6.2 L V8        | 55               | +6 okrążeń       |
| 29     | GTD     | #32 Gilbert Korthoff Motorsports           | Mike Skeen Guy Cosmo                    | Mercedes-AMG GT3 Evo         | Mercedes-AMG M159 6.2 L V8        | 55               | +6 okrążeń       |
| 30     | GTD Pro | #3 Corvette Racing                         | Antonio García Jordan Taylor            | Chevrolet Corvette C8.R GTD  | Chevrolet 5.5 L V8                | 55               | +6 okrążeń       |
| 31     | GTD     | #28 Alegra Motorsports                     | Michael de Quesada Linus Lundqvist      | Mercedes-AMG GT3 Evo         | Mercedes-AMG M159 6.2 L V8        | 55               | +6 okrążeń       |
| 32     | GTD     | #70 Inception Racing                       | Brendan Iribe Ollie Millroy             | McLaren 720S GT3             | McLaren M840T 4.0L Turbo V8       | 55               | +6 okrążeń       |
| 33     | LMP3    | #7 Forty7 Motorsports                      | Mark Kvamme Antoine Doquin              | Duqueine D08                 | Nissan VK56 5.6L V8               | 55               | +6 okrążeń       |
| 34     | GTD     | #39 CarBahn with Peregrine Racing          | Robert Megennis Sandy Mitchell          | Lamborghini Huracán GT3 Evo  | Lamborghini 5.2 L V10             | 55               | +6 okrążeń       |
| 35     | GTD Pro | #4 Corvette Racing                         | Tommy Milner Marco Sørensen             | Chevrolet Corvette C8.R GTD  | Chevrolet 5.5 L V8                | 55               | +6 okrążeń       |
| 36     | GTD Pro | #79 WeatherTech Racing                     | Julien Andlauer Alessio Picariello      | Porsche 911 GT3 R            | Porsche MA1.76/MDG.G 4.0 L Flat-6 | 56               | +6 okrążeń       |
| 37     | GTD Pro | #97 WeatherTech Racing                     | Maro Engel Jules Gounon                 | Mercedes-AMG GT3 Evo         | Mercedes-AMG M159 6.2 L V8        | 56               | +6 okrążeń       |
| 38     | GTD     | #44 Magnus Racing                          | John Potter Andy Lally                  | Aston Martin Vantage AMR GT3 | Aston Martin 4.0 L Turbo V8       | 55               | +6 okrążeń       |
| 39     | GTD     | #98 Northwest AMR                          | Paul Dalla Lana David Pittard           | Aston Martin Vantage AMR GT3 | Aston Martin 4.0 L Turbo V8       | 55               | +6 okrążeń       |
| 40     | GTD Pro | #2 KCMG                                    | Patrick Pilet Alexandre Imperatori      | Porsche 911 GT3 R            | Porsche MA1.76/MDG.G 4.0 L Flat-6 | 55               | +6 okrążeń       |
| 41     | GTD     | #16 Wright Motorsports                     | Ryan Hardwick Jan Heylen                | Porsche 911 GT3 R            | Porsche MA1.76/MDG.G 4.0 L Flat-6 | 55               | +6 okrążeń       |
| 42     | GTD     | #47 Cetilar Racing                         | Roberto Lacorte Alessio Rovera          | Ferrari 488 GT3 Evo 2020     | Ferrari F154CB 3.9 L Turbo V8     | 55               | +6 okrążeń       |
| 43     | GTD Pro | #62 Risi Competizione                      | Daniel Serra Davide Rigon               | Ferrari 488 GT3 Evo 2020     | Ferrari F154CB 3.9 L Turbo V8     | 55               | +6 okrążeń       |
| 44     | GTD Pro | #25 BMW M Team RLL                         | Connor De Phillippi John Edwards        | BMW M4 GT3                   | BMW S58B30T0 3.0 L Twin Turbo I6  | 55               | +6 okrążeń       |
| 45     | GTD     | #19 TR3 Racing                             | John Megrue Jeff Segal                  | Lamborghini Huracán GT3 Evo  | Lamborghini 5.2 L V10             | 55               | +6 okrążeń       |
| 46     | GTD Pro | #24 BMW M Team RLL                         | Nick Yelloly Sheldon van der Linde      | BMW M4 GT3                   | BMW S58B30T0 3.0 L Twin Turbo I6  | 55               | +6 okrążeń       |
| 47     | GTD     | #99 Team Hardpoint                         | Stefan Wilson Nick Boulle               | Porsche 911 GT3 R            | Porsche MA1.76/MDG.G 4.0 L Flat-6 | 55               | +6 okrążeń       |
| 48     | GTD     | #34 GMG Racing                             | Kyle Washington Klaus Bachler           | Porsche 911 GT3 R            | Porsche MA1.76/MDG.G 4.0 L Flat-6 | 55               | +6 okrążeń       |
| 49     | GTD     | #66 Gradient Racing                        | Kyffin Simpson Till Bechtolsheimer      | Acura NSX GT3 Evo 22         | Acura 3.5 L Turbo V6              | 55               | +6 okrążeń       |
| 50     | GTD     | #21 AF Corse                               | Luís Pérez Companc Toni Vilander        | Ferrari 488 GT3 Evo 2020     | Ferrari F154CB 3.9 L Turbo V8     | 54               | +7 okrążeń       |
| 51     | LMP3    | #33 Sean Creech Motorsport                 | João Barbosa Lance Willsey              | Ligier JS P320               | Nissan VK56 5.6L V8               | 54               | +7 okrążeń       |
| 52     | GTD     | #42 NTE Sport                              | Don Yount Benjamin Hites                | Lamborghini Huracán GT3 Evo  | Lamborghini 5.2 L V10             | 53               | +8 okrążeń       |
| 53     | LMP3    | #26 Mühlner Motorsports America            | Cameron Shields Ugo de Wilde            | Duqueine D08                 | Nissan VK56 5.6L V8               | 53               | +8 okrążeń       |
| 54 NU  | GTD     | #64 Team TGM                               | Ted Giovanis Owen Trinkler              | Porsche 911 GT3 R            | Porsche MA1.76/MDG.G 4.0 L Flat-6 | 45               | Nie ukończyli    |
| 55 NU  | LMP2    | #18 Era Motorsport                         | Dwight Merriman Paul-Loup Chatin        | ORECA LMP2 07                | Gibson GK428 4.2 L V8             | 38               | Nie ukończyli    |
| 56 NU  | GTD     | #96 Turner Motorsport                      | Robby Foley Bill Auberlen               | BMW M4 GT3                   | BMW S58B30T0 3.0 L Twin Turbo I6  | 28               | Nie ukończyli    |
| 57 NU  | GTD     | #27 Heart of Racing Team                   | Roman De Angelis Tom Gamble             | Aston Martin Vantage AMR GT3 | Aston Martin 4.0 L Turbo V8       | 27               | Nie ukończyli    |
| 58 NU  | LMP3    | #38 Performance Tech Motorsports           | Hikaru Abe Nico Pino                    | Ligier JS P320               | Nissan VK56 5.6L V8               | 22               | Nie ukończyli    |
| 59 NU  | GTD     | #71 T3 Motorsport North America            | Franck Perera Misha Goikhberg           | Lamborghini Huracán GT3 Evo  | Lamborghini 5.2 L V10             | 16               | Nie ukończyli    |
| 60 NU  | LMP3    | #74 Riley Motorsports                      | Gar Robinson Felipe Fraga               | Ligier JS P320               | Nissan VK56 5.6L V8               | 5                | Nie ukończyli    |
| NW     | LMP3    | #54 CORE Autosport                         | Jon Bennett George Kurtz                | Ligier JS P320               | Nissan VK56 5.6L V8               | Nie wystartowali | Nie wystartowali |
| Źródło |         |                                            |                                         |                              |                                   |                  |                  |

## Wyścig
Zwycięzcy w każdej z klas są oznaczeni pogrubieniem.
| Poz.   | Klasa   | Zespół                                   | Kierowcy                                                          | Samochód                     | Silnik                            | Okr. | Czas           |
| ------ | ------- | ---------------------------------------- | ----------------------------------------------------------------- | ---------------------------- | --------------------------------- | ---- | -------------- |
| 1      | DPi     | #60 Meyer Shank Racing w/ Curb-Agajanian | Tom Blomqvist Hélio Castroneves Oliver Jarvis Simon Pagenaud      | Acura DPi                    | Acura AR35TT 3.5 L Turbo V6       | 761  | 24:00:23.026   |
| 2      | DPi     | #10 Konica Minolta Acura                 | Filipe Albuquerque Alexander Rossi Will Stevens Ricky Taylor      | Acura DPi                    | Acura AR35TT 3.5 L Turbo V6       | 761  | +3.028         |
| 3      | DPi     | #5 JDC-Mustang Sampling Racing           | Loïc Duval Ben Keating Tristan Vautier Richard Westbrook          | Cadillac DPi                 | Cadillac 5.5 L V8                 | 761  | +4.420         |
| 4      | DPi     | #31 Whelen Engineering Racing            | Mike Conway Pipo Derani Tristan Nunez                             | Cadillac DPi                 | Cadillac 5.5 : V8                 | 761  | +5.615         |
| 5      | LMP2    | #81 DragonSpeed USA                      | Devlin DeFrancesco Colton Herta Eric Lux Pato O'Ward              | ORECA LMP2 07                | Gibson GK428 4.2 L V8             | 751  | +10 okrążeń    |
| 6      | LMP2    | #29 Racing Team Nederland                | Frits van Eerd Giedo van der Garde Dylan Murry Rinus VeeKay       | ORECA LMP2 07                | Gibson GK428 4.2 L V8             | 751  | +10 okrążeń    |
| 7      | LMP2    | #8 Tower Motorsport                      | Rui Andrade Louis Delétraz John Farano Ferdinand von Habsburg     | ORECA LMP2 07                | Gibson GK428 4.2 L V8             | 751  | +10 okrążeń    |
| 8      | LMP2    | #52 PR1/Mathiasen Motorsports            | Scott Huffaker Mikkel Jensen Ben Keating Nicolas Lapierre         | ORECA LMP2 07                | Gibson GK428 4.2 L V8             | 751  | +10 okrążeń    |
| 9      | LMP2    | #68 G-Drive Racing by APR                | François Heriau Ed Jones Oliver Rasmussen René Rast               | ORECA LMP2 07                | Gibson GK428 4.2 L V8             | 744  | +17 okrążeń    |
| 10     | LMP2    | #22 United Autosports                    | Philip Hanson James McGuire Will Owen Guy Smith                   | ORECA LMP2 07                | Gibson GK428 4.2 L V8             | 740  | +21 okrążeń    |
| 11     | DPi     | #48 Ally Cadillac                        | Jimmie Johnson Kamui Kobayashi José María López Mike Rockenfeller | Cadillac DPi                 | Cadillac 5.5 L V8                 | 739  | +22 okrążenia  |
| 12     | DPi     | #02 Cadillac Racing                      | Earl Bamber Marcus Ericsson Alex Lynn Kevin Magnussen             | Cadillac DPi                 | Cadillac 5.5 L V8                 | 734  | +27 okrążeń    |
| 13     | LMP3    | #74 Riley Motorsports                    | Kay van Berlo Michael Cooper Felipe Fraga Gar Robinson            | Ligier JS P320               | Nissan VK56 5.6L V8 5.6 L V8      | 723  | +38 okrążeń    |
| 14     | DPi     | #01 Cadillac Racing                      | Sébastien Bourdais Scott Dixon Álex Palou Renger van der Zande    | Cadillac DPi                 | Cadillac 5.5 L V8                 | 722  | +39 okrążeń    |
| 15     | LMP3    | #33 Sean Creech Motorsport               | João Barbosa Malte Jakobsen Sebastian Priaulx Lance Willsey       | Ligier JS P320               | Nissan VK56 5.6L V8 5.6 L V8      | 722  | +39 okrążeń    |
| 16     | LMP3    | #54 CORE Autosport                       | Jon Bennett Colin Braun Niclas Jönsson George Kurtz               | Ligier JS P320               | Nissan VK56 5.6L V8 5.6 L V8      | 721  | +40 okrążeń    |
| 17     | LMP3    | #36 Andretti Autosport                   | Jarett Andretti Josh Burdon Gabby Chaves Rasmus Lindh             | Ligier JS P320               | Nissan VK56 5.6L V8 5.6 L V8      | 719  | +42 okrążenia  |
| 18     | GTD Pro | #9 Pfaff Motorsports                     | Matt Campbell Mathieu Jaminet Felipe Nasr                         | Porsche 911 GT3 R            | Porsche MA1.76/MDG.G 4.0 L Flat-6 | 711  | +50 okrążeń    |
| 19     | GTD Pro | #62 Risi Competizione                    | James Calado Alessandro Pier Guidi Davide Rigon Daniel Serra      | Ferrari 488 GT3 Evo 2020     | Ferrari F154CB 3.9 L Turbo V8     | 711  | +50 okrążeń    |
| 20     | GTD Pro | #2 KCMG                                  | Alexandre Imperatori Dennis Olsen Patrick Pilet Laurens Vanthoor  | Porsche 911 GT3 R            | Porsche MA1.76/MDG.G 4.0 L Flat-6 | 711  | +50 okrążeń    |
| 21     | GTD Pro | #14 VasserSullivan                       | Ben Barnicoat Jack Hawksworth Kyle Kirkwood                       | Lexus RC F GT3               | Toyota 2UR 5.0 L V8               | 711  | +50 okrążeń    |
| 22     | GTD Pro | #15 Proton USA                           | Patrick Assenheimer Austin Cindric Dirk Müller                    | Mercedes-AMG GT3 Evo         | Mercedes-Benz M156 6.2 L V8       | 709  | +52 okrążenia  |
| 23     | GTD     | #16 Wright Motorsports                   | Ryan Hardwick Jan Heylen Richard Lietz Zach Robichon              | Porsche 911 GT3 R            | Porsche MA1.76/MDG.G 4.0 L Flat-6 | 707  | +54 okrążenia  |
| 24     | GTD     | #44 Magnus Racing                        | Jonathan Adam Andy Lally John Potter Spencer Pumpelly             | Aston Martin Vantage AMR GT3 | Aston Martin 4.0 L Turbo V8       | 707  | +54 okrążenia  |
| 25     | GTD     | #32 Gilbert Korthoff Motorsports         | Scott Andrews James Davison Stevan McAleer Mike Skeen             | Mercedes-AMG GT3 Evo         | Mercedes-Benz M156 6.2 L V8       | 707  | +54 okrążenia  |
| 26     | GTD     | #21 AF Corse                             | Luís Pérez Companc Simon Mann Nicklas Nielsen Toni Vilander       | Ferrari 488 GT3 Evo 2020     | Ferrari F154CB 3.9 L Turbo V8     | 707  | +54 okrążenia  |
| 27     | GTD     | #70 Inception Racing                     | Brendan Iribe Ollie Millroy Jordan Pepper Frederik Schandorff     | McLaren 720S GT3             | McLaren M840T 4.0 L Turbo V8      | 705  | +56 okrążeń    |
| 28     | GTD     | #57 Winward Racing                       | Lucas Auer Philip Ellis Mikaël Grenier Russell Ward               | Mercedes-AMG GT3 Evo         | Mercedes-Benz M156 6.2 L V8       | 699  | +62 okrążenia  |
| 29     | GTD Pro | #3 Corvette Racing                       | Nicky Catsburg Antonio García Jordan Taylor                       | Chevrolet Corvette C8.R GTD  | Chevrolet 5.5 L V8                | 698  | +63 okrążenia  |
| 30     | GTD Pro | #25 BMW Team RLL                         | John Edwards Augusto Farfus Jesse Krohn Connor De Phillippi       | BMW M4 GT3                   | BMW S58B30T0 3.0 L Twin Turbo I6  | 698  | +63 okrążenia  |
| 31     | GTD     | #64 Team TGM                             | Ted Giovanis Hugh Plumb Matt Plumb Owen Trinkler                  | Porsche 911 GT3 R            | Porsche MA1.76/MDG.G 4.0 L Flat-6 | 697  | +64 okrążenia  |
| 32     | LMP3    | #13 AWA                                  | Matthew Bell Orey Fidani Lars Kern Kuno Wittmer                   | Duqueine D08                 | Nissan VK56 5.6L V8 5.6 L V8      | 695  | +66 okrążeń    |
| 33     | GTD     | #71 T3 Motorsport North America          | Misha Goikhberg Mateo Llarena Maximilian Paul Franck Perera       | Lamborghini Huracán GT3 Evo  | Lamborghini 5.2 L V10             | 692  | +69 okrążeń    |
| 34     | GTD     | #27 Heart of Racing Team                 | Roman De Angelis Tom Gamble Ian James Darren Turner               | Aston Martin Vantage AMR GT3 | Aston Martin 4.0 L Turbo V8       | 688  | +73 okrążenia  |
| 35     | LMP3    | #26 Mühlner Motorsports America          | Charles Crews Cameron Shields Nolan Siegel Ugo de Wilde           | Duqueine D08                 | Nissan VK56 5.6L V8 5.6 L V8      | 681  | +80 okrążeń    |
| 36     | GTD Pro | #79 WeatherTech Racing                   | Julien Andlauer Matteo Cairoli Cooper MacNeil Alessio Picariello  | Porsche 911 GT3 R            | Porsche MA1.76/MDG.G 4.0 L Flat-6 | 673  | +88 okrążeń    |
| 37     | GTD     | #99 Team Hardpoint                       | Nick Boulle Rob Ferriol Katherine Legge Stefan Wilson             | Porsche 911 GT3 R            | Porsche MA1.76/MDG.G 4.0 L Flat-6 | 672  | +89 okrążeń    |
| 38 NU  | GTD     | #19 TR3 Racing                           | Giacomo Altoè John Megrue Jeff Segal Bill Sweedler                | Lamborghini Huracán GT3 Evo  | Lamborghini 5.2 L V10             | 669  | Nie ukończyli  |
| 39     | GTD     | #98 Northwest AMR                        | Charlie Eastwood Paul Dalla Lana David Pittard Nicki Thiim        | Aston Martin Vantage AMR GT3 | Aston Martin 4.0 L Turbo V8       | 667  | +94 okrążenia  |
| 40     | GTD Pro | #24 BMW Team RLL                         | Philipp Eng Sheldon van der Linde Marco Wittmann Nick Yelloly     | BMW M4 GT3                   | BMW S58B30T0 3.0 L Twin Turbo I6  | 665  | +96 okrążeń    |
| 41 NU  | LMP2    | #11 PR1/Mathiasen Motorsports            | Jonathan Bomarito Josh Pierson Steven Thomas Harry Tincknell      | ORECA LMP2 07                | Gibson GK428 4.2 L V8             | 663  | Nie ukończyli  |
| 42     | GTD     | #66 Gradient Racing                      | Till Bechtolsheimer Mario Farnbacher Marc Miller Kyffin Simpson   | Acura NSX GT3 Evo22          | Acura 3.5 L Turbo V6              | 659  | +102 okrążenia |
| 43     | GTD     | #47 Cetilar Racing                       | Antonio Fuoco Roberto Lacorte Alessio Rovera Giorgio Sernagiotto  | Ferrari 488 GT3 Evo 2020     | Ferrari F154CB 3.9 L Turbo V8     | 652  | +109 okrążeń   |
| 44     | GTD     | #12 VasserSullivan                       | Townsend Bell Richard Heistand Frankie Montecalvo Aaron Telitz    | Lexus RC F GT3               | Toyota 2UR 5.0 L V8               | 634  | +127 okrążeń   |
| 45     | GTD Pro | #4 Corvette Racing                       | Tommy Milner Marco Sørensen Nick Tandy                            | Chevrolet Corvette C8.R GTD  | Chevrolet 5.5 L V8                | 626  | +135 okrążeń   |
| 46 NU  | LMP3    | #38 Performance Tech Motorsports         | Hikaru Abe Garett Grist Daniel Goldburg Nico Pino                 | Ligier JS P320               | Nissan VK56 5.6L V8 5.6 L V8      | 588  | Nie ukończyli  |
| 47 NU  | LMP2    | #69 G-Drive Racing with APR              | James Allen John Falb Luca Ghiotto Tijmen van der Helm            | ORECA LMP2 07                | Gibson GK428 4.2 L V8             | 556  | Nie ukończyli  |
| 48 NU  | GTD     | #42 NTE Sport                            | Jaden Conwright Benjamin Hites Markus Palttala Don Yount          | Lamborghini Huracán GT3 Evo  | Lamborghini 5.2 L V10             | 524  | Nie ukończyli  |
| 49 NU  | GTD Pro | #97 WeatherTech Racing                   | Maro Engel Jules Gounon Daniel Juncadella Cooper MacNeil          | Mercedes-AMG GT3 Evo         | Mercedes-Benz M156 6.2 L V8       | 487  | Nie ukończyli  |
| 50 NU  | LMP3    | #7 Forty7 Motorsports                    | Antoine Doquin Trenton Estep Mark Kvamme Austin McCusker          | Duqueine D08                 | Nissan VK56 5.6L V8 5.6 L V8      | 425  | Nie ukończyli  |
| 51 NU  | GTD Pro | #63 TR3 Racing                           | Mirko Bortolotti Andrea Caldarelli Rolf Ineichen Marco Mapelli    | Lamborghini Huracán GT3 Evo  | Lamborghini 5.2 L V10             | 400  | Nie ukończyli  |
| 52 NU  | LMP3    | #6 Mühlner Motorsports America           | Efrin Castro Mortiz Kranz Joel Miller Ayrton Ori                  | Duqueine D08                 | Nissan VK56 5.6L V8 5.6 L V8      | 363  | Nie ukończyli  |
| 53 NU  | GTD     | #39 CarBahn with Peregine Racing         | Corey Lewis Robert Megennis Sandy Mitchell Jeff Westphal          | Lamborghini Huracán GT3 Evo  | Lamborghini 5.2 L V10             | 349  | Nie ukończyli  |
| 54 NU  | LMP2    | #20 High Class Racing                    | Dennis Andersen Anders Fjordbach Nico Müller Fabio Scherer        | ORECA LMP2 07                | Gibson GK428 4.2 L V8             | 345  | Nie ukończyli  |
| 55 NU  | LMP2    | #18 Era Motorsport                       | Paul-Loup Chatin Ryan Dalziel Dwight Merriman Kyle Tilley         | ORECA LMP2 07                | Gibson GK428 4.2 L V8             | 718  | Nie ukończyli  |
| 56 NU  | GTD     | #96 Turner Motorsport                    | Bill Auberlen Michael Dinan Robby Foley Jens Klingmann            | BMW M4 GT3                   | BMW S58B30T0 3.0 L Twin Turbo I6  | 280  | Nie ukończyli  |
| 57 NU  | GTD     | #59 Crucial Motorsports                  | Lance Bergstein Patrick Gallagher Paul Holton Jon Miller          | McLaren 720S GT3             | McLaren M840T 4.0 L Turbo V8      | 263  | Nie ukończyli  |
| 58 NU  | GTD     | #28 Alegra Motorsports                   | Maximilian Götz Linus Lundqvist Daniel Morad Michael de Quesada   | Mercedes-AMG GT3 Evo         | Mercedes-Benz M156 6.2 L V8       | 181  | Nie ukończyli  |
| 59 NU  | GTD Pro | #23 Heart of Racing Team                 | Ross Gunn Maxime Martin Alex Riberas                              | Aston Martin Vantage AMR GT3 | Aston Martin 4.0 L Turbo V8       | 103  | Nie ukończyli  |
| 60 NU  | GTD     | #75 SunEnergy1                           | Kenny Habul Raffaele Marciello Fabian Schiller Luca Stolz         | Mercedes-AMG GT3 Evo         | Mercedes-Benz M156 6.2 L V8       | 101  | Nie ukończyli  |
| 61 NU  | GTD     | #34 GMG Racing                           | Klaus Bachler Jeroen Bleekemolen James Sofronas Kyle Washington   | Porsche 911 GT3 R            | Porsche MA1.76/MDG.G 4.0 L Flat-6 | 88   | Nie ukończyli  |
| Źródło |         |                                          |                                                                   |                              |                                   |      |                |